# دانشگاه لیکهد
دانشگاه لیکهد (انگلیسی: Lakehead University) یا به اختصار لیکهد یو (به انگلیسی: Lakehead U) یا اِل‌یو (به انگلیسی: LU) یک دانشگاهی دولتی با پردیس‌هایی واقع در ثاندر بی و اریلیا، انتاریو، کانادا در مقاطع کارشناسی، کارشناسی ارشد و دکتری می‌باشد.
این دانشگاه با بیش از ۴۵٬۰۰۰ فارغ‌التحصیل. در پردیس اصلی در ثاندر بی دارای بیش از ۷٬۹۰۰ دانشجو است. به علاوه از سپتامبر سال ۲۰۰۶ میلادی، با گسترش پیوستهٔ پردیس جدید اریلیا، واقع در حدود ۱۵۰ کیلومتری شمال تورنتو، بیش از ۱۱۰۰ دانشجو نیز در این مکان مشغول تحصیل هستند.
دانشگاه لیکهد در واقع، محصول رشد و تکامل مؤسسه فنی لیکهد (تأسیس ۱۹۴۶ میلادی) و کالج هنر، علم و فناوری لیکهد (تأسیس ۱۹۵۷ میلادی) است. مؤسسه فنی لیکهد در ۴ ژوئن سال ۱۹۴۶، با سفارش شورای استان انتاریو تأسیس شد. اولین کلاس‌ها در ماه ژانویه سال ۱۹۴۸ میلادی، در مرکز شهر و در محله پورت آرتور، در مکانی موقت و استیجاری برگزار شد.. در سپتامبر همان سال، دروس مقطع دانشگاهی برای اولین بار به برنامه درسی اضافه گردید.

## رتبه‌بندی
رتبه‌بندی مکلینز برنامه مهندسی دانشگاه لیکهد را جز ٢٠ دانشگاه برتر کانادا (در رتبه ١٧) و بالاتر از کنکوردیا و سایمون فریزر و پایین‌تر از یورک و وسترن قرار داده است.همچنین در سال‌های ٢٠١٥ تا ٢٠١٩ رتبه اول پژوهش مقطع کارشناسی در میان دانشگاه‌‌های کانادا به لیکهد رسیده است.